# Nijo slott
Nijō slott (二条城 Nijō-jō?) är ett slättlandsslott beläget i staden Kyoto, Japan. Slottet består av två koncentriska ringar med fortifikationer, palatset Ninomaru, ruinerna efter palatset Honmaru, olika underhållsbyggnader och flera trädgårdar. Det totala området är 275 000 kvadratmeter, 8 000 av dessa upptas av byggnader.

## Historia

Nuvarande plan över Nijō slott (klicka för detaljerad bild)

År 1601, beordrade Tokugawa Ieyasu, Tokugawashogunatets grundare, alla vasaller i västra Japan att bidra till byggandet av slottet, vilket stod klart under Tokugawa Iemitsu styre 1626. Delar av slottet Fushimi, såsom huvudtornet och karamon, flyttades hit 1625-26. Det uppfördes som Tokugawashogunens residens i Kyoto. Tokugawashogunatet använde Edo som huvudstad, men Kyoto fortsatte vara hem för den Kejserliga domstolen. Kyotos kejsarpalats ligger nordost om Nijo-jo.
1750 träffades donjonen av blixten och brann ner till grunden.
1788, förstördes det inre palatset av en stadsbrand. Platsen förblev tom till dess att prinsresidens överfördes från Kyotos kejsarpalats 1893.
1867, var Ninomarupalatset Palace was the stage for the declaration by Tokugawa Yoshinobu, returning the authority to the Imperial Court. Året efter installerades kejsarkabinettet i slottet. Palatset blev kejserlig egendom och förklarades vara ett fristående palats. Under denna tid togs stockroskrönet bort där det var möjligt och ersattes med den kejserliga krysantemumen.
1939, donerades palatset till staden Kyoto och öppnades för allmänheten året därpå.
I början av 2000-talet, har tyfoner orsakat att delar av murbruket fallit av efter att exponerats för mängder av regn och hårda vindar.

## Befästningar

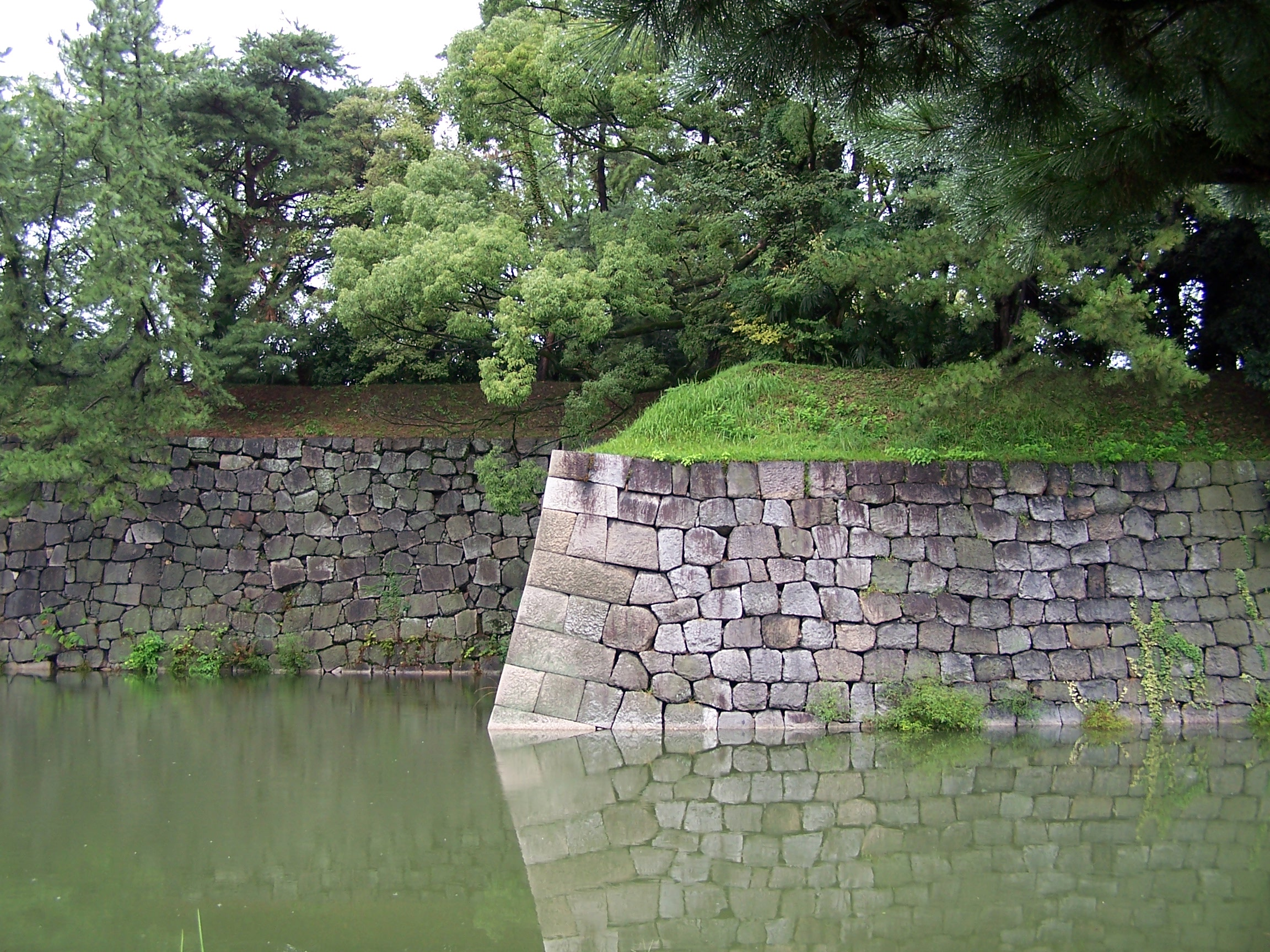
Inre murarna och vallgraven i Nijō slott

Nijō-jo har två koncentriska befästningsringar. Var och en av dessa består av en mur och en bred vallgrav. Den yttre muren har tre portar medan den inre har två. I sydvästra hörnet av den inre muren, finns grunderna till ett fem våningar högt försvarstorn, som förstördes av en brand 1750. De inre murarna omsluter palatset Honmaru och dess trädgårdar. Palatset Ninomaru, köken, vakthus och flera trädgårdar är belägna mellan de två befästningsringarna.

## Palatset Ninomaru

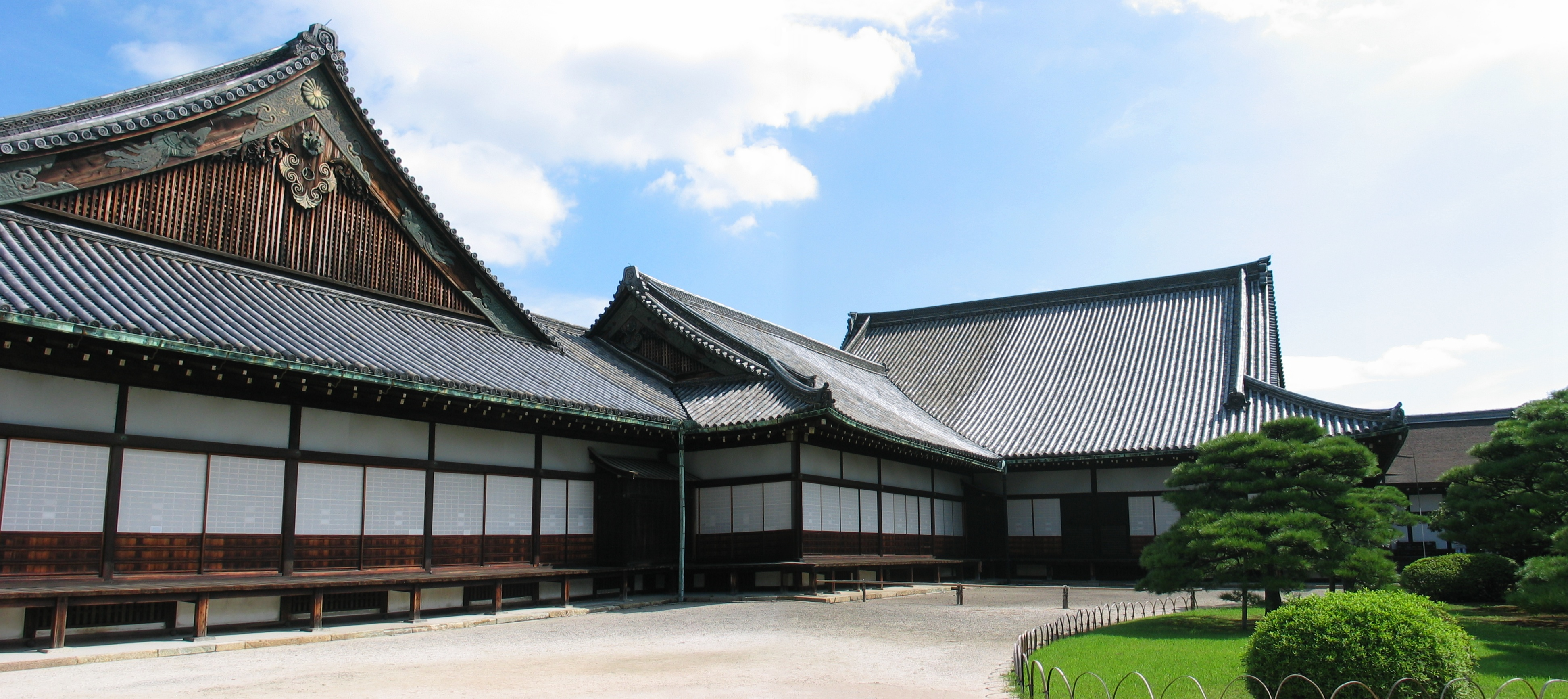
Ninomaru palats i Nijō-jo

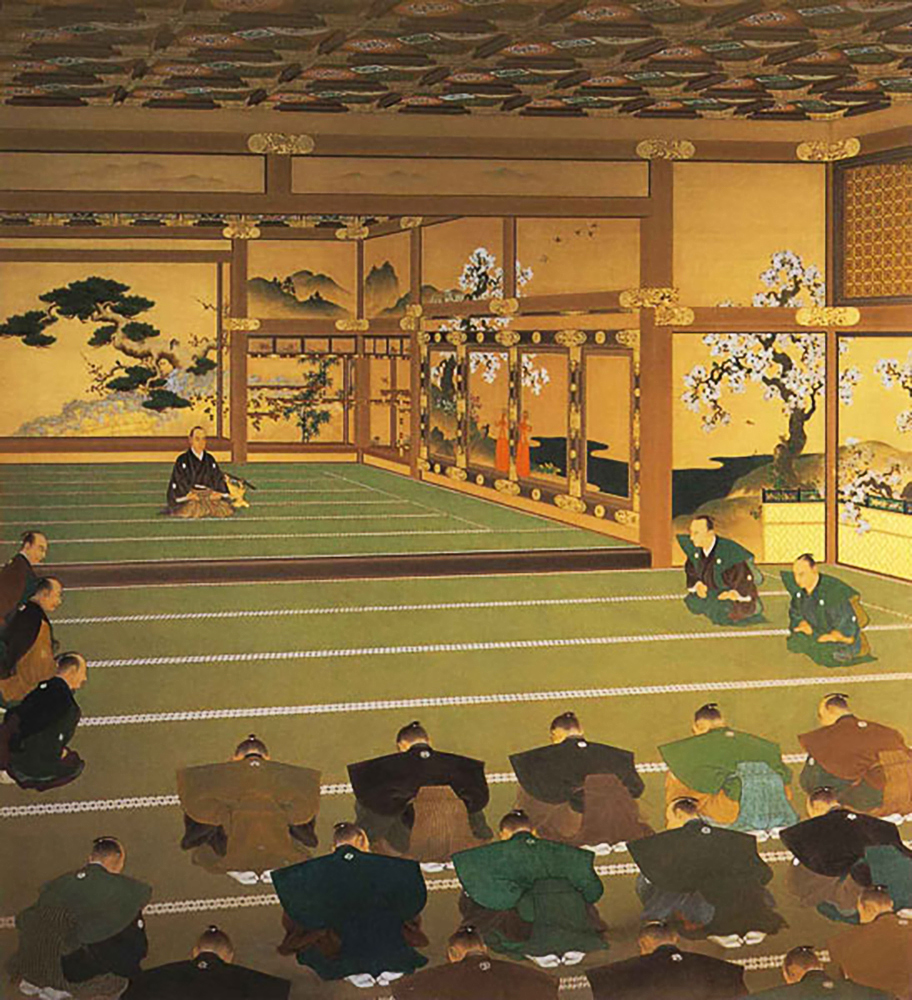
Tokugawa Yoshinobu i Kuroshoin

Karta över Ninomaru palats (klicka för detaljerad vy och förklaring)

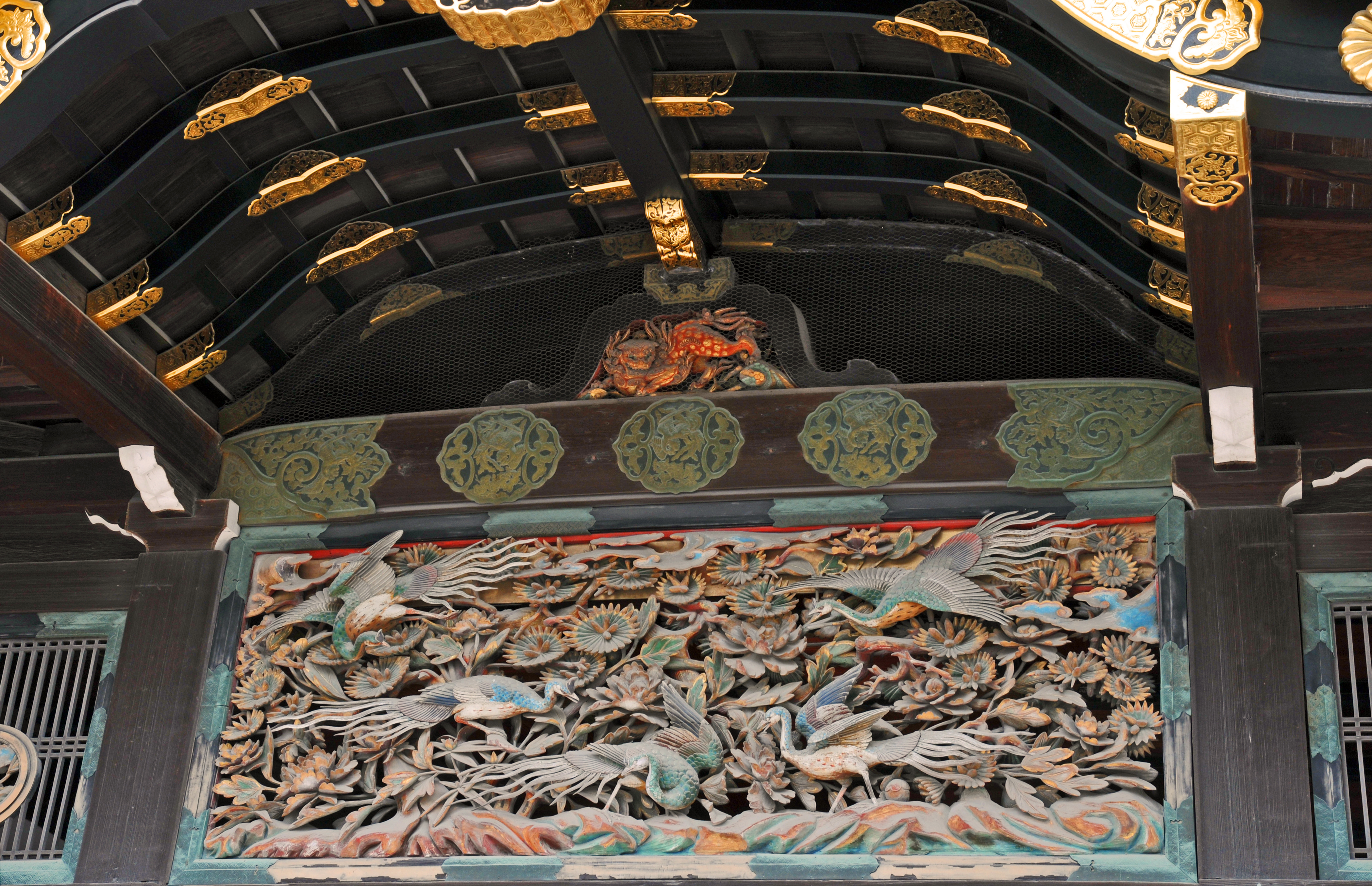
Detaljer från Kurumayoseporten in till palatset

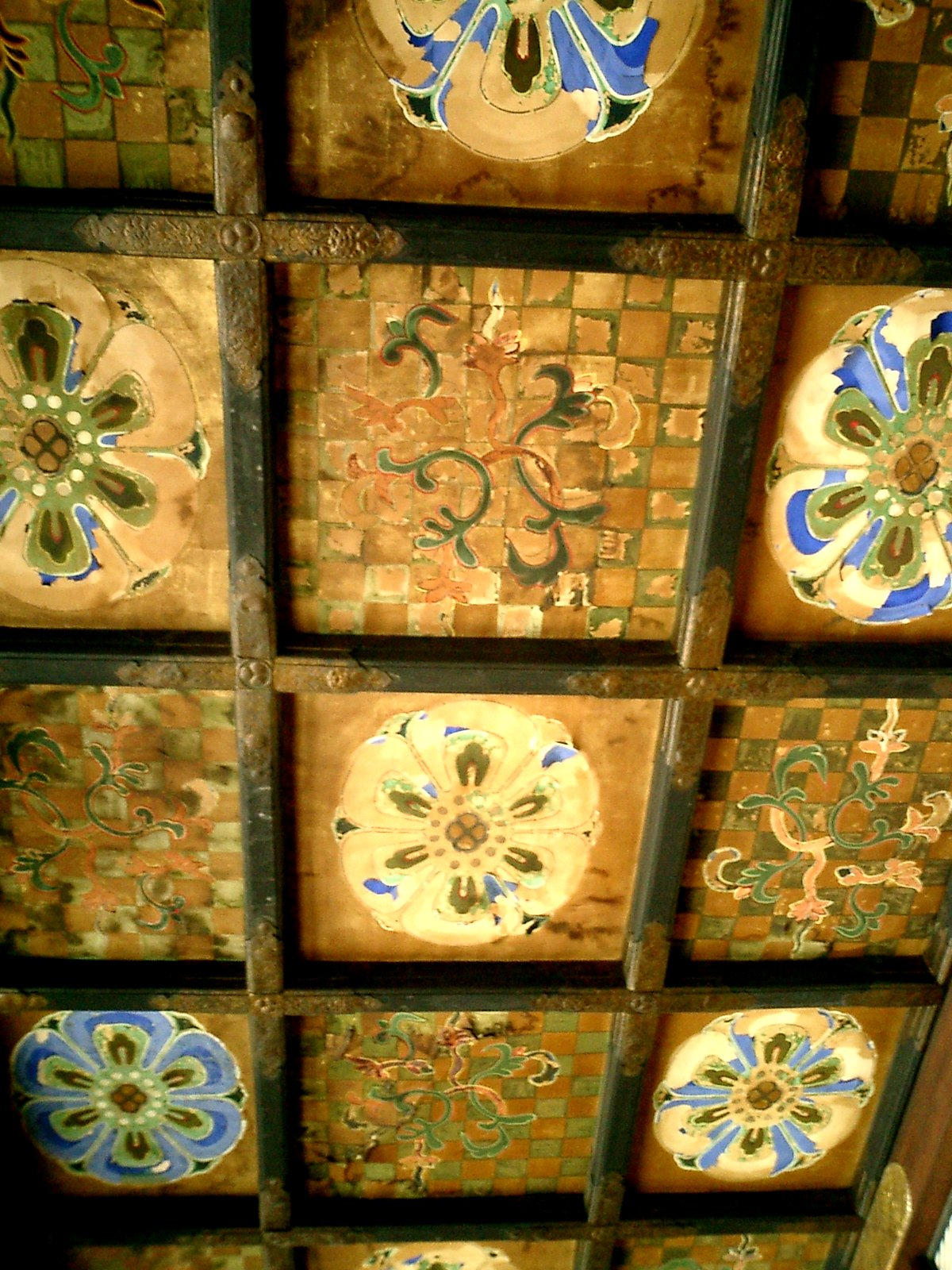
Detaljer från taket i palatset

Det 3 300 kvadratmeter stora palatset Ninomaru (二の丸御殿 Ninomaru Gōten?) består av fem sammanlänkade separata byggnader och är byggt nästan uteslutande av Hinokicypress. Dekorationen består av påkostade mängder av bladguld och genomarbetade träsniderier, som ett sätt att imponera på besökare för att visa shogunens rikedom och makt. Skjutdörrarna och väggarna i varje rum är dekorerad med målningar av Kanōskolans konstnärer.
Slottet är ett utmärkt exempel på socialt kontroll manifesterad i arkitekturalt utrymme. Lågrankade besökare möttes upp i de yttre regionerna, emedan högrankade besökare visades de mer subtila inre rummen. Istället för att försöka dölja ingångarna till rummen för livvakterna (vilket gjordes i många slott), valde Tokugawafamiljen att visa upp dem. Därigenom, kom själva konstruktionen uttrycka hot och makt för Edo-periodens besökare.
Byggnaden har flera olika mottagningsrum, kontor och shoguns bostadskvarter, där endast kvinnliga uppvaktare tilläts. En av de mest slående kännetecknen i palatset Ninomaru är "näktergalsgolven" (uguisubari) i korridorerna. Golven låter som sjungande fåglar när någon går på dem. Det anges ofta att golven konstruerades att skydda de i byggnaden från bakhåll och lönnmördare, men på platsen anger informationstavlor att effekten inte kom till med den avsikten, utan istället är en effekt av den valda byggmetoden.
Några av salarna i slottet har även specialdörrar där shogunens livvakter kunde smyga ut för att skydda honom.
Rummens ordning från entrén är:
- Yanagi-no-ma (Pilträdssalen)
- Wakamatsu-no-ma (Ungtallssalen)
- Tozamurai-no-ma (Hållarsalen)
- Shikidai-no-ma (Mottagningssalen)
- Rōchu-no-ma (Ministerrådssalen)
- Chokushi-no-ma (Kejserliga budbärarnas sal)

Ōhiroma (Stora hallen) utgör kärnan av Ninomaru palats och består av fyra salar:
- Ichi-no-ma (Första salen)
- Ni-no-ma (Andra salen)
- San-no-ma (Tredje salen)
- Yon-no-ma (Fjärde salen)

här finns också Musha-kakushi-no-ma (Livvakternas sal) och Sotetsu-no-ma (Ormbunkssalen).
I de bakre delarna finns Kuroshoin (Inre audienssalen) och Shiroshoin (Shogunens bostad)
Entré till Ninomaru sker genom karamon, en gårdsplan och mi-kurumayose eller "ärbara vagnarnas uppfart".

## Honmaru palats
Palatset Honmaru (本丸御殿 Honmaru Goten?) omfattar ett 1 600 kvadratmeter stort område. Komplexet består av fyra delar: bostäder, mottagnings- och underhållningssalar, entréhallar och köksområde. De olika områdena är förbundna med varandra genom korridorer och gårdsplaner. Arkitekturen är från senare delen av Edo-perioden. Palatset visar upp målningar av flera stora mästare, såsom Kanō Eigaku.

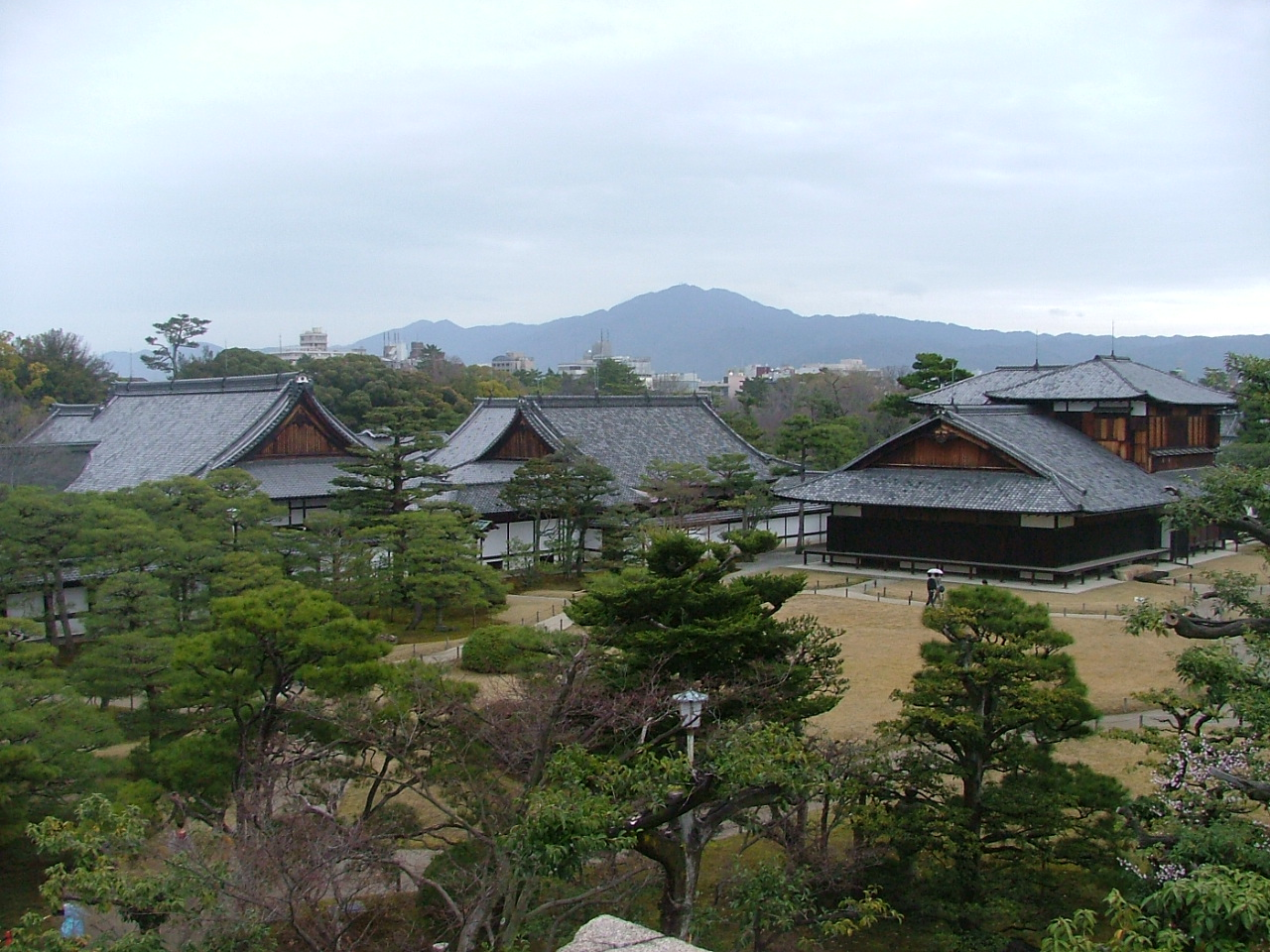
Honmaru Palace

Honmaru palats var ursprungligen likt palatset Ninomaru. Det nuvarande palatset var känd som Katsura innan det flyttades till dess nuvarande plats 1893 och då bytte namn. Detta hade ursprungligen 55 byggnader, men endast ett mindre antal av dessa flyttades. 1928 hölls installationsbanketten för kejsar Hirohito här.

## Trädgårdar

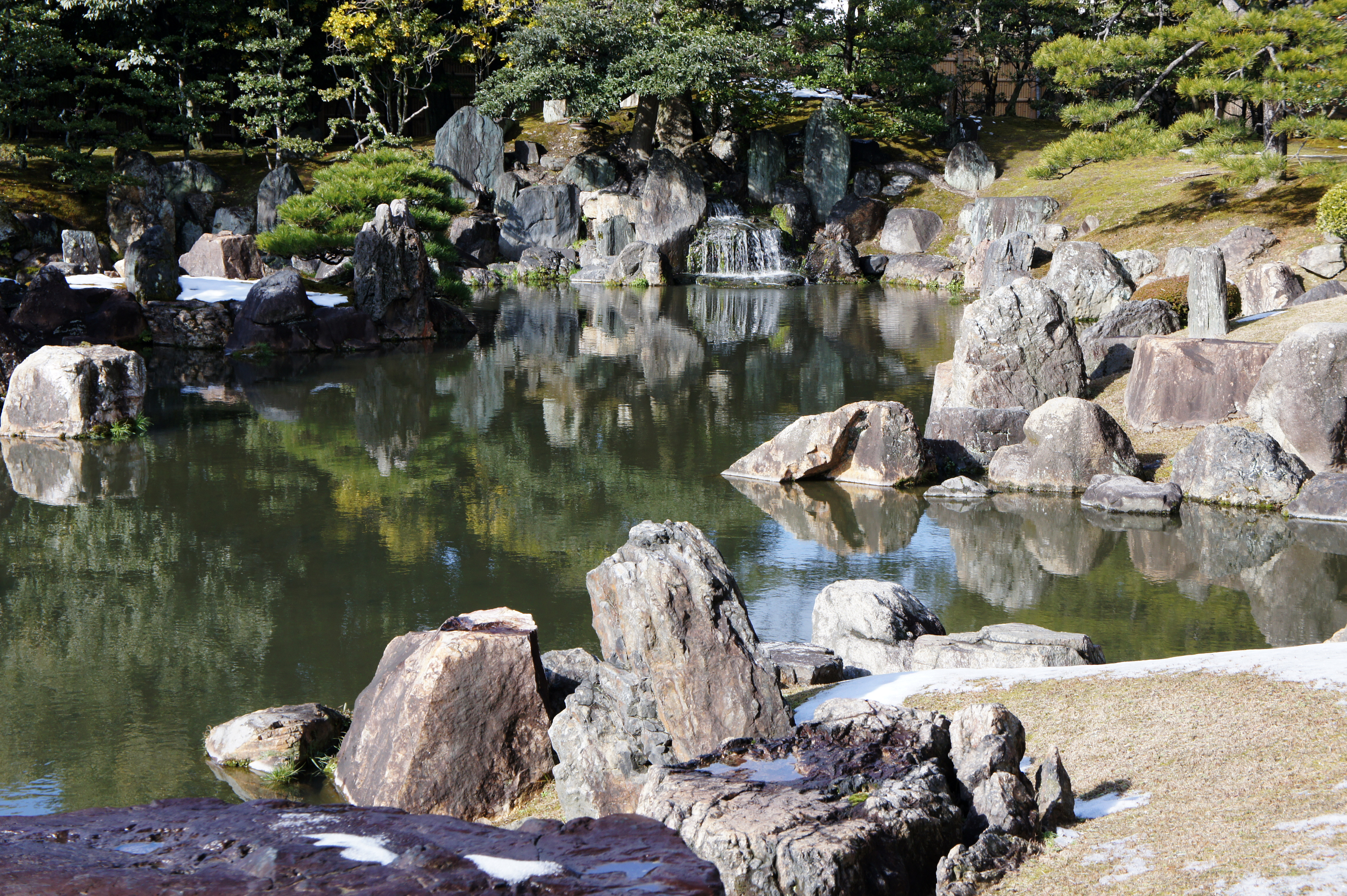
Dammen i Ninomaru trädgård

Slottet har flera trädgårdar och dungar med körsbärsträd och Japanska plommonträd. Ninomaru trädgård ritades av landskapsarkitekten och temästaren Kobori Enshu. Den ligger mellan de två befästningsringarna, intill palatset med samma namn. Trädgården har en stor damm med tre öar och kännetecknas av ett stort antal omsorgsfullt placerade stenar och figurklippta tallar.
Trädgården Seiryū-en är den nyaste delen av Nijō-jo. Den skapades 1965 i norra delen av komplexet, som en facilitet för mottagandet av Kyotos officiella gäster och som en plats för kulturella evenemang. Seiryū-en har två tehus och över 1 000 omsorgsfullt arrangerade stenar.

## Literature
- Schmorleitz, Morton S. (1974). Castles in Japan. Tokyo: Charles E. Tuttle Co. sid. 81–83. ISBN 0-8048-1102-4
- Motoo, Hinago (1986). Japanese Castles. Tokyo: Kodansha. sid. 200 pages. ISBN 0-87011-766-1